# Carlos Berg
Carlos Berg ou Friedrich Wilhelm Karl Berg (Tuckum, Curlândia (hoje Letónia), 2 de abril de 1843 - Buenos Aires, 19 de janeiro de 1902) foi um naturalista e zoólogo Germano-báltico radicado na argentina.

## Algumas publicações
- 1889 : Substitucion de nombres genericos. III. Comm. Mus. Nac. Buenos Aires, 1 : 77-80.
- 1896 : Batraccios Argentinos.
- 1898 : Contribuciones... Fauna Erpetologica Argentina.